# Gare de Tizi Ouzou
La gare de Tizi Ouzou (en berbère : ⴰⵙⴰⵏⴰⴳ ⵏ ⵝⵉⵣⵉ ⵡⵓⵣⵓ, en kabyle : Asanaǧ n Tizi Wezzu, en arabe : محطة تيزي وزو) est une gare ferroviaire algérienne située sur le territoire de la commune de Tizi Ouzou, dans la wilaya de Tizi Ouzou.

## Situation ferroviaire
La gare est située à l'ouest de la ville de Tizi Ouzou, sur la ligne de Thénia à Oued Aïssi, où elle est précédée de la gare de Boukhalfa et suivie de celle de Kef Naâdja.

## Histoire

### XIXeSiècle
Sur une initiative législative du 23 août 1883, la première liaison de Tizi Ouzou est créée reliant Ménerville (ancien nom de Thénia) est attribué à la Compagnie de l'Est algérien.
Mais il faudra attendre le 27 mai 1888 pour l'ouverture de la ligne.

### État Actuel
La gare est mise en service le 19 avril 2017 à la suite de la rénovation du tronçon Thénia - Tizi Ouzou de la ligne de Thénia à Oued Aïssi.

## Services voyageurs

### Desserte
La gare de Tizi Ouzou est desservie par les trains du réseau ferré de la banlieue d'Alger assurant les liaisons Alger - Oued Aïssi ou Thénia - Oued Aïssi.

### Ouvrages
- Christian Truchi, Généalogie Algérie Maroc Tunisie, 2010 (lire en ligne).